# Isa Colli
Marilza Helena Minas em artes Isa Colli (Presidente Kennedy, 27 de junho de 1968) é uma jornalista e escritora brasileira. 

## Biografia
Criada no interior, aos quatro anos ingressou na escola Singular de Monte Belo, no município de Presidente Kennedy, sul do Espírito Santo.   Desde muito cedo, teve contato com os livros e as histórias infantis, já que sua mãe era uma ótima contadora de estórias, tanto das “cartilhas” que comprava, como das que, em sua simplicidade cheia de criatividade, inventava e contava aos filhos todos os dias antes de dormir.
Viveu parte da adolescência na localidade de Vargem Grande de Soturno e era ativa nas atividades escolares. Quase sempre as suas histórias fantásticas venciam os concursos de redações e poesias. 
Amava participar dos festejos de 07 de setembro e se lembra com saudade da forçada preparação física realizada diariamente para agraciar o desfile como ginasta. Era uma alegria passar saltando e fazendo piruetas no meio das fileiras dos concentrados alunos marchando ao ritmo da banda. 
Casou-se em 1985 e se mudou para Cachoeiro de Itapemirim, onde viveu com o marido e os dois filhos até meados dos anos 90. 
Se mudou para o Rio de Janeiro.  Em 2001 entrou para o mundo da televisão, na antiga “TVE canal 2” hoje TV Brasil. 
A escritora, autora de vários livros infantis que abordam a sustentabilidade e a necessidade de proteção ao meio ambiente, do respeito pelo próximo, da tolerância às diferenças e da valorização do consumo de alimentos saudáveis e sem agrotóxicos, temas de fundamental importância numa sociedade que parece caminhar para o caos, também escreve romances poesias e contos. 
A edição do seu primeiro livro foi em 2011, Um Amor, um Verão e o Milagre da Vida.  
. Em 2013, lançou o segundo livro, Os Príncipes Primavera, Verão, Outono e Inverno, o terceiro A Lagoa Grinalda, o quarto A árvore Dourada, o quinto A Fada Milena, o sexto As Aventuras da Nuvem Floquinho, didáticos, infantojuvenil com temática de extrema relevância para a educação atual.  
Em 2016 lançou O Pirulito das Abelhas, pela Chiado Editora.  
Em 2017 lançou A Fazendinha e O Recomeço. 
Em razão do seu temperamento irrequieto e contestador, ela decidiu dedicar-se ao prazer da escrita, refúgio que a mantém motivada e feliz.
Já morou em Cachoeiro de Itapemirim, Rio de Janeiro, Curitiba e Brasília (Distrito Federal). Atualmente se divide entre o Brasil e a Bélgica.  
Isa Colli lançou O Pirulito das Abelhas na 86ª Feira do Livro de Lisboa  e na 24ª Bienal Internacional do Livro de São Paulo.  
Em 2018, a autora criou sua própria editora, a Colli Books. Lançou pelo novo selo os livros A Gata Penélope e O Aniversário de Margarida; e relançou A Nuvem Floquinho, que agora inclui o PROJETO: ÁGUA É VIDA, com material de apoio para professor e aluno.
Em 2019, Isa lançou pela Colli Books os títulos Ulisses no Reino das Letras Douradas, O Rei está no trono!, O Elefante mágico e a Lua (bilíngue), Luke, o Macaco Atleta, Vivene e Florine e suas descobertas na Amazônia e o livro de poesias Fases Intimistas, além de relançar o romance O Recomeço.
Em 2020,  lançou Pássaro de Seda, Berta e Nina, Luke e suas andanças pelo Brasil e Maia, a estrela do mar.
Já em 2021, Isa apresentou aos leitores Reino do Tempo, Incêndio no Museu, Descobertas de Inaiá e Tulipa Glória e sua amiga Vitória.
Em 2022, lançou A Fada Verduxa também pela editora Colli Books.
Isa soma uma vasta vivência com a participação em importantes eventos literários como Bienal do Rio e São Paulo, além de feiras internacionais em Bolonha, Bruxelas, Lisboa e Frankfurt. 
Pela sua contribuição à educação e às causas sociais, recebeu medalha de mérito da Assembleia Legislativa do Rio Grande do Sul e homenagens nas Câmaras de Vereadores do Rio de Janeiro, Petrópolis e Presidente Kennedy.

## Obras
- 2013 - A nuvem Floquinho[19]
- 2013 - A Arvore Dourada[20]
- 2013 - O Rio Grinalda[21][22]
- 2016 - O Pirulito das Abelhas[23]
- 2017 - A Fazendinha[24]
- 2017 - O Recomeço[25]
- 2018 - Fases Intimistas
- 2018 - O aniversário de Margarida [26]
- 2018 - O Rei está no trono [27]
- 2019 - Ulisses - No reino das letras douradas [27]
- 2019 - Viviene e Florine e suas aventuras na Amazônia [28]
- 2019 - O elefante mágico e a lua/ The magical elephant and the moon [29]
- 2019 - Luke, o macaco atleta [30]
- 2019 - A gata Penélope
- 2020 - Pássaro de seda [31]
- 2020 - Berta e Nina
- 2020 - Luke e suas andanças pelo Brasil
- 2020 - Maia, a estrela-do-mar
- 2021 - O Reino do Tempo
- 2021 - Incêndio no Museu
- 2021 - Descobertas de Inaiá
- 2021 - Tulipa Glória e sua amiga Vitória
- 2022 - A Fada Verduxa
- 2023 - Tâmaras e Quibes
- 2023 - Como música para os ouvidos
- 2023 - O Vaga-lume Pirilampo
- 2023 - Xô, sujeira!
- 2023 - A cadeira de Nayara